# Ragtime (romanzo)
Ragtime (titolo originale  Ragtime) è un romanzo dello scrittore statunitense Edgar L. Doctorow, pubblicato in originale nel 1975, in Italia nel 1976 edito da Arnoldo Mondadori Editore. Racconta l'intreccio dei percorsi di persone celebri e comuni nella zona di New York durante il periodo in cui la musica ragtime era al massimo della sua popolarità e del tentativo di ottenere giustizia da parte di un pianista di colore vittima di un sopruso legato alla discriminazione razziale.
La vicenda principale si rifà in buona parte a quella del protagonista del romanzo Michael Kohlhaas dello scrittore tedesco Heinrich von Kleist, richiamato esplicitamente anche dal nome del personaggio Coalhouse Walker. Doctorow dichiarò in alcune interviste di considerare von Kleist uno dei suoi maestri letterari, e di aver ricalcato il suo racconto su quello dell'autore teutonico come forma di omaggio.
Il libro vinse nel 1975 il National Book Critics Circle Award nella categoria fiction e l'anno successivo il premio dell'American Academy of Arts and Letters. Fu inoltre inserito tra i finalisti del Premio Nebula per il miglior romanzo nel 1975. Nel 2010 la rivista TIME lo inserì nella sua classifica dei 100 migliori romanzi in lingua inglese editi dall'inizio delle sue pubblicazioni (1923).

## Genesi dell'opera
L'autore raccontò in varie interviste che il romanzo nacque in conseguenza alla difficoltà di trovare un nuovo soggetto dopo Il libro di Daniel. Dopo aver passato inutilmente alcuni giorni in attesa di ispirazione davanti al muro dello studio della propria abitazione, a New Rochelle, Doctorow cominciò a pensare a cosa potessero aver visto quei muri dall'epoca della loro costruzione, nel 1906, e da questa idea di partenza presero vita le storie del libro. Altri spunti li trasse da un fatto di attualità realmente avvenuto, il salvataggio di un neonato seppellito in un giardino dalla madre dopo la nascita, e da ricerche su fonti d'epoca.
Di regola preferì comunque affidarsi alla propria fervida immaginazione, anche per la vita di personaggi famosi.

## Trama
New Rochelle, nei primi anni del ventesimo secolo, è una placida cittadina poco lontano da New York. Distante dai suoi splendori e dalle sue miserie, ma abbastanza vicina da far sì che le vite dei suoi abitanti possano intrecciarsi in modi imprevedibili con persone comuni e meno comuni provenienti dalla metropoli. Può così accadere che per un banale incidente il giovane narratore si ritrovi improvvisamente davanti al celebre Harry Houdini, perseguitato dalla necessità di superarsi in nuove esibizioni sempre al limite dell'impossibile. O che lo stravagante Fratello della Mamma, innamorato della giovane ballerina Evelyn Nesbit la cui bellezza era stata da poco causa dell'assassinio del famoso architetto Stanford White per mano dello squilibrato marito, finisca dopo una serie di pedinamenti tra le sue braccia, con la complicità involontaria di Emma Goldman. E durante la lunga assenza di Papà, inviato in rappresentanza del Circolo Esploratori di New York alla spedizione di Peary per la conquista del polo nord, a Mamma capita di salvare un neonato di cui una giovane ragazza di colore di nome Sarah ha cercato di liberarsi, decidendo impulsivamente di accogliere quei due sventurati in casa.
Tornato dal viaggio, a Papà non resta che accettare la situazione, che ben presto si complica con la comparsa di quello che appare essere il padre del bambino. Un distinto pianista di nome Coalhouse Walker Jr. bussa un giorno alla porta chiedendo di Sarah, e davanti al suo rifiuto di essere ricevuto se ne va senza protestare, ripresentandosi però ogni domenica sulla sua modello T. La sua perseveranza commuove la Mamma, ed un poco alla volta fa breccia anche nella cocciutaggine della giovane ragazza, che dopo una lunga resistenza accetta l'offerta di matrimonio. Lo spettacolo di un negro che guida una macchina è però vista come una provocazione da alcuni nella piccola cittadina, ed un giorno Coalhouse Walker viene fermato con un pretesto da alcuni vigili ausiliari di una caserma a cui era solito passare davanti. Al suo rifiuto di pagare un pedaggio la sua auto viene vandalizzata, e le proteste ottengono come unico risultato il suo arresto. Ogni tentativo di ottenere giustizia per vie legali non porta ad alcun risultato concreto, interrompendo anche i progetti di matrimonio della coppia. Questo spinge Sarah ad un avventato tentativo di avvicinare il vicepresidente Sherman durante una sua visita in città, ma il suo gesto viene scambiato per un'aggressione e nel venire respinta riceve un violento colpo al petto. Le cure tardive si rivelano inutili, e dopo il funerale il suo promesso sposo scompare. Poco tempo dopo la caserma dei pompieri viene distrutta da un incendio doloso, cinque persone vi perdono la vita, alcune uccise a colpi di arma da fuoco. Con alcune lettere inviate ai giornali locali Coalhouse Walker rivendica l'atto, chiedendo giustizia e minacciando in caso contrario nuovi attentati.
La polizia avvia una caccia all'uomo senza risultati, e una settimana dopo il primo attacco un gruppo di assalitori armati fa saltare in aria una seconda caserma di pompieri, uccidendo un poliziotto ed altre cinque persone. La nuova rivendicazione getta nel panico le autorità e l'opinione pubblica, sconvolgendo anche la vita della famiglia che ancora ospita il figlio di quell'uomo diventato un criminale pericoloso. L'unico modo per sfuggire alla pressione è spostarsi lontano dal centro della crisi, e la scelta cade su Atlantic City. Con loro non c'è però il Fratello della Mamma, che dopo il primo attentato era andato alla ricerca di Coalhouse Walker per aiutarlo nella sua battaglia, divenendo così un membro della sua banda all'insaputa della famiglia. La quale ha trovato nella località balneare un rifugio gradevole e propizio per incontri con persone interessanti, tra cui un estroso barone di origine europea impegnato nella nascente industria cinematografica, e l'amicizia tra i figli crea un clima finalmente felice. Quando però Coalhouse Walker ed il suo gruppo entrano nuovamente in azione la polizia è costretta a chiamare Papà in aiuto. Il fallito tentativo di catturare il potentissimo banchiere Pierpont Morgan lascia in ostaggio alla banda il palazzo che custodisce la sua formidabile collezione di tesori ed oggetti d'arte, e si apre così una difficile trattativa. Le richieste di Coalhouse Walker non trovano accoglienza, anche se l'intercessione di Booker T. Washington riesce a ridurne l'entità, ma è l'intervento di Papà a creare le basi per un accordo. La macchina viene riparata e portata davanti all'edificio, ed i componenti della banda vengono lasciati liberi di allontanarsi su di essa. La resa di Coalhouse Walker si trasforma nella sua esecuzione, come previsto da tutti, lui per primo. Il Fratello della Mamma riesce a raggiungere il Messico per aiutare Zapata al cui fianco verrà ucciso, Pierpont Morgan muore a Roma dopo aver fatto tappa in Egitto, e poco dopo scoppia la prima guerra mondiale. Vi entrano anche gli USA in seguito all'affondamento del transatlantico Lusitania, su cui viaggiava anche Papà, che diventa una delle prime vittime americane del conflitto. La Mamma, in rotta con il coniuge dopo l'epilogo della vicenda di Coalhouse Walker, può quindi sposare il “barone”, le cui idee daranno vita ad uno dei maggiori successi della cinematografia di sempre.

## Ricezione e critica
Il libro ebbe grande successo, imponendo il nome dell'autore tra quelli dei maggiori romanzieri contemporanei, ed è considerato da molti critici la sua opera più rappresentativa. In particolare fu apprezzata la capacità di mescolare personaggi ed eventi reali e fittizi, dando a tutti una profondità ed un rilievo tali da non poter distinguere finzione e realtà, mantenendo la lettura allo stesso tempo sempre godibile ed affascinante.
Altri critici però trovarono questa libertà nell'utilizzo di personaggi reali abbastanza disturbante, deplorando la tendenza dell'autore all'estremizzazione in alcuni passaggi. Furono anche avanzate accuse per l'eccessiva rassomiglianza della vicenda principale con quella del romanzo di Heinrich von Kleist, a cui Doctorow ha in seguito dichiarato esplicitamente di essersi ispirato.

## Il contesto storico
Nel libro Doctorow fa comparire molti personaggi storicamente esistiti, che interagiscono liberamente tra loro e con i personaggi fittizi, sia all'interno di episodi documentati, che in altri creati appositamente, una tecnica che l'autore userà costantemente nella sua opera diventando una sua caratteristica distintiva. Oltre ai già citati Houdini, Evelyn Nesbit, Stanford White, Harry Thaw, Emma Goldman, Robert Peary, James Sherman, Pierpont Morgan, Booker T. Washington, nella narrazione compaiono Henry Ford, l'arciduca Francesco Ferdinando e la moglie Sofia, Sigmund Freud con gli allievi Jung e Ferenczi, lo scrittore Theodore Dreiser ed il fotografo e giornalista Jacob Riis. Anche i funzionari coinvolti nella vicenda di Coalhouse Walker, il commissario di polizia Rhinelander Waldo ed il procuratore distrettuale di New York Charles S. Whitman, ricoprirono effettivamente quegli incarichi pubblici durante il periodo narrato. Whitman divenne in seguito governatore dello Stato.

## Opere derivate
Nel 1981 dal romanzo fu tratto un film omonimo diretto dal regista Miloš Forman. La pellicola ebbe un discreto successo, guadagnando anche 8 nomination all'Oscar, ma non fu giudicata dai critici all'altezza del libro, opinione condivisa dallo stesso Doctorow, che si rifiutò di partecipare all'adattamento della sceneggiatura, giudicando a priori insufficiente la durata di un film per una trasposizione adeguata.
Nel 1996 fu tratto un musical con titolo omonimo, con adattamento ad opera di Terrence McNally, per la regia di Frank Galati. Il debutto a Broadway avvenne nel 1998, cogliendo un considerevole successo di critica e pubblico (fu il primo musical degli anni '90 ad ottenere un revival, già nel 2009).

## Edizioni
- Edgar Lawrence Doctorow, Ragtime, traduzione di Bruno Fonzi, I, Arnoldo Mondadori Editore, marzo 1976  [1974].